# Khrysis
Khrysis, de son vrai nom Christopher Frederick Tyson, né le 7 septembre 1981 dans le New Jersey, est un musicien et producteur américain, membre, avec Sean Boog, du duo The Away Team.

## Biographie
Tyson est né le 7 septembre 1981. Khrysis est l'un des producteurs, au côté de son mentor 9th Wonder, du collectif de rap de Caroline du Nord, Justus League. Il produit également d'autres artistes parmi lesquels Sean Price, Masta Ace ou encore Jean Grae.
Pour ses productions, Khrysis utilise des samples de disques qu'il mêle à des mélodies complexes et des percussions diverses. Il commence à fabriquer ses sons à l'adolescence en enregistrant sur cassettes les disques de jazz et de RnB de son père, puis en extrayant des samples de batterie pour en faire des boucles à l'aide d'un magnétocassette double.
Plus tard, il rencontre le rappeur Chaundon à l'université du centre de la Caroline du Nord qui lui présente 9th Wonder, avant de rejoindre le collectif Justus League,. Avec Sean Boog, également membre de la Justus League, ils forment The Away Team et publient un premier album, National Anthem, en mai 2005, puis un deuxième, Training Day en 2007 et un troisième, Scars and Stripes, en 2011.
En 2007, Khrysis est choisi par Nike pour composer la bande originale du documentaire LACED, célébrant les trente ans de collaboration entre la marque et le basket-ball. La même année, il sort son premier album solo, On the Boards with the Heat: Vol I: The Instrumental Edition. En 2008, il travaille avec Heltah Skeltah sur l'album D.I.R.T. (Da Incredible Rap Team) et publie un deuxième album solo, On the Boards with the Heat Vol. 2. En 2009, il participe aux côtés de L.E.G.A.C.Y. à l'album Suicide Music, et en 2011, à Dirty Pretty Things de Big Pooh.

## Discographie

### Albums studio
- 2007 : On the Boards with the Heat: Vol I: The Instrumental Edition[5]
- 2008 : On the Boards with the Heat Vol. 2[5]

### Mixtape
- 2012 : fuNkwhatchuheard[6]

### EP
- 2012 : Merry Khrysmas[7]

### Album collaboratif
- 2018 : Khrysis & Elzhi Are Jericho Jackson (avec Elzhi)